# صاحب (فیلم ۱۹۹۴)
صاحب (به مالایالم: Swaham) یا مال خودم (به انگلیسی: My Own) فیلمی هندی محصول سال ۱۹۹۴ و به کارگردانی شاجی ان. کارون است. در این فیلم بازیگرانی همچون آشوینی، ونمانی هاریداس، بهارات گوپی، پراسیتا و سارا داس ایفای نقش کرده‌اند.